# Edaleop
L'edaleop (Oedaleops campi) és una espècie extinta de sinàpsid de la família dels eotirídids que visqué durant el Permià inferior en allò que avui en dia és Nord-amèrica. Se n'han trobat restes fòssils a Nou Mèxic (Estats Units). Es tracta de l'única espècie del gènere Oedaleops. El crani és de mida i proporcions comparables a les del crani d'Eothyris. En canvi, les dents caniniformes no són tan grosses. El nom genèric Oedaleops significa 'cara inflada' en llatí i es refereix a l'aspecte de la regió preorbital vista des de dalt, mentre que el nom específic campi fou elegit en honor del paleontòleg estatunidenc Charles Lewis Camp.